# Impasse de Lévis
L'impasse de Lévis est une voie située dans le quartier des Batignolles du 17e arrondissement de Paris.

## Situation et accès
L'impasse de Lévis est desservie par les lignes 2 et 3 à la station Villiers.

## Origine du nom
Cette voie est nommée ainsi en raison de sa proximité avec la rue de Lévis, nom de celui d'un propriétaire foncier local.

## Historique
Initialement appelée « impasse Fauconnier », du nom d'un cultivateur qui vivait au n° 20 de la rue de Lévis, lors de son ouverture en 1824 cette voie tient son nom depuis l'arrêté du 1er février 1877.